# صادق أباد (باغ صفا)
صادق أباد (بالفارسية: صادق‌آباد لاچری) هي قرية تقع في إيران في قسم باغ صفا الريفي. يقدر عدد سكانها بـ 86 نسمة بحسب إحصاء 2016.